# Su Jeon-In
Su Jeon-In es un deportista surcoreano que compitió en tiro con arco, en la modalidad de arco recurvo. Ganó dos medallas en el Campeonato Mundial de Tiro con Arco al Aire Libre, plata en 1983 y oro en 1985.

## Palmarés internacional
| Campeonato Mundial al Aire Libre | Campeonato Mundial al Aire Libre | Campeonato Mundial al Aire Libre | Campeonato Mundial al Aire Libre |
| Año                              | Lugar                            | Medalla                          | Prueba                           |
| -------------------------------- | -------------------------------- | -------------------------------- | -------------------------------- |
| 1983                             | Los Ángeles (Estados Unidos)     | Medalla de plata                 | Equipo                           |
| 1985                             | Seúl (Corea del Sur)             | Medalla de oro                   | Equipo                           |